# Epeli Nailatikau

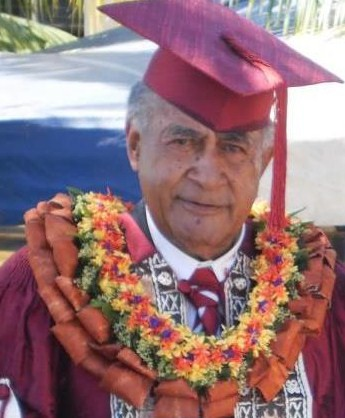
Epeli Nailatikau auf einer Graduierungsfeier der University of the South Pacific (2012)

Ratu Epeli Nailatikau LVO, OBE, KSTJ (* 5. Juli 1941) ist ein fidschianischer Häuptling und Politiker. Er war vom 30. Juli 2009 bis 12. November 2015 der Präsident von Fidschi.

## Leben
Epeli Nailatikau diente über 20 Jahre bei den Streitkräften Fidschis und brachte es bis zum Brigadegeneral, bevor er eine diplomatische Karriere begann, die er über 17 Jahre verfolgte. Als Botschafter der Republik Fidschi in London war er auch für Deutschland zuständig. Seit 1999 ist er in der Politik aktiv, zunächst ab 2001 als Sprecher des Repräsentantenhauses, später in verschiedenen ministeriellen Ämtern.
Am 17. April 2009 ernannte das Militärregime von Frank Bainimarama Nailatikau zum Vizepräsidenten. Seit dem Rücktritt und der Zwangspensionierung des 88-jährigen Präsidenten Josefa Iloilo am 30. Juli 2009 war Nailatikau auch amtierender Präsident. Am 5. November 2009 stimmte das Kabinett der Ernennung von Ratu Epeli Nailatikau zum Präsidenten zu.
Erstmals wurde der Präsident nicht vom Großen Häuptlingsrat Great Council of Chiefs (GCC) gewählt, sondern von Anthony Gates, dem Präsidenten des Obersten Gerichtshofes nominiert und vom Kabinett bestätigt. Bainimarama hatte das Kabinett mehr oder weniger offen zur Wahl des ehemaligen Militärs zum Präsidenten gedrängt.
Ratu ist die fidschianische Bezeichnung für einen Häuptling.

## Auszeichnungen
- 2013 Ritter des Order of Saint John (KStJ)[4]